# Kuurne
Kuurne (Cuerne en français) est une commune néerlandophone de Belgique située en Région flamande à proximité de Courtrai dans la province de Flandre-Occidentale.

## Toponymie
Cuerne, une ancienne orthographe néerlandaise, n'est plus utilisée que rarement en français, comme dans certaines dépêches de l'agence Belga reprises telles quelles par les organes de presse.

## Géographie
Kuurne ne comprend pas de commune fusionnée, mais trois quartiers d'habitation.
Au sud, près de la Lys, se trouve le centre historique de Kuurne, avec la paroisse St-Michel, autour de laquelle Kuurne est apparue et s'est développée. La commune s'est longtemps développée principalement le long des voies d'accès ou de nouvelles rues autour de l'église. À partir des années 1950, Kuurne s'est fortement étendue grâce à la construction de nouveaux quartiers.
Au nord de ce centre se trouve la paroisse Sint-Pieter. Ce quartier est apparu au croisement de la route de Bruges (Brugsesteenweg, N50) et de la route menant de Kuurne à Lendelede. Il ne s'est développé qu'au milieu du XXe siècle et est devenu une paroisse à part entière. Avec le développement de l'habitat, il forme désormais une agglomération continue avec Kuurne-Centre. Sint-Pieter n'a pas de centre commercial, et ses habitants se rendent pour leurs achats au centre, particulièrement sur la route de Bruges.
Sainte-Catherine est situé nord de la commune. Cette paroisse n'est que partiellement assise sur la commune de Kuurne : elle est à la frontière entre Lendelede, Heule (commune fusionnée de Courtrai) et Kuurne. C'est un hameau rural.
| #   | Nom              |
| --- | ---------------- |
| I   | Kuurne (centre)  |
| II  | Sainte-Catherine |
| III | Saint-Pierre     |

La commune de Kuurne jouxte les villages et communes suivants :
| - a. Courtrai (ville de Courtrai) - b. Heule (ville de Courtrai) - c. Lendelede (commune de Lendelede) |

Kuurne, quartiers et communes voisines. Les zones en jaune représentent les agglomérations.

| - d. Hulste (ville de Harelbeke) - e. Bavikhove (ville de Harelbeke) - f. Harelbeke (ville de Harelbeke) |

## Héraldique
|  | La commune possède des armoiries qui lui ont été octroyées le 6 août 1980. La première tentative du conseil d’adopter des armes date de 1959. Le conseil demanda à adopter les armoiries de la famille De Zeelandere, seigneurs de Cuerne, de 1642 à 1715. Le Conseil de noblesse n’a cependant pas accepté la proposition, aucun sceau historique ne montrait que le conseil avait effectivement utilisé ces armoiries n’étant connu, . Elles ont cependant été utilisées par la municipalité. En 1977, la Communauté flamande de Belgique a décrété que toutes les municipalités devaient adopter un blason. Après une longue discussion, le conseil demanda les armes du dernier seigneur connu de Cuerne, la famille Le Paige de Bar. En 1774, cette famille, ainsi que le comte de La Tour-Saint-Quentin et Jozef Ruijs, revendiquèrent tous le titre et le domaine de Cuerne. Cette discussion dura jusqu'en 1793 avant que l'affaire ne soit réglée et la famille Le Paige de Bar acquit finalement le domaine et le titre. Pendant une année seulement, comme en 1794, les Français conquirent la Belgique actuelle et tous les domaines et titres furent supprimés. Néanmoins, le conseil demanda en 1980 les nouvelles armes, identiques à celles de la famille Paige. Les armoiries étaient basées sur les sceaux des XVIIIe et XIXe siècles des membres de la famille. Blasonnement : De gueules à trois anneaux d'or et à une merlette d'argent en cœur. L'écu surmonté d'un heaume d'argent, colleté et liseré d'or, doublé et attaché de gueules, aux lambrequins et torque d'or et de gueules. Cimier: Une merlette de l'écu. Source du blasonnement : Heraldy of the World. |

## Démographie
Elle comptait, au 1er novembre 2023, 14 170 habitants (6 961 hommes et 7 209 femmes), soit une densité de 1 415,58 habitants/km² pour une superficie de 10,01 km².
Le graphique suivant reprend sa population résidente au 1er janvier de chaque année

### Évolution démographique
- Source: DGS , de 1831 à 1981=recensements population; à partir de 1990 = nombre d'habitants chaque 1 janvier[5]

## Ancien emetteur radio
À 50,87257 N 3,26302 E, il y avait un émetteur à ondes moyennes du BRT, qui fonctionnait sur 1188 kHz avec une puissance de 5 kW.

## Sport
La commune est surtout connue pour être le lieu de départ et d'arrivée traditionnel de la course cycliste professionnelle Kuurne-Bruxelles-Kuurne.

## Personnalités liées à Kuurne
- Évariste Carpentier (1845-1922), né à Kuurne, peintre.